# USS Conner (DD-582)
USS Conner (DD-582) là một tàu khu trục lớp Fletcher được Hải quân Hoa Kỳ chế tạo trong Chiến tranh Thế giới thứ hai. Nó là chiếc tàu chiến thứ hai của Hải quân Mỹ được đặt theo tên Thiếu tướng Hải quân David Conner (1792–1856), người tham gia các cuộc Chiến tranh 1812 và cuộc Chiến tranh Mexico-Hoa Kỳ. Nó hoạt động cho đến hết Thế Chiến II, được cho xuất biên chế năm 1946, rồi được chuyển cho Hy Lạp năm 1959 và hoạt động như là chiếc Aspis (D-06) cho đến năm 1991, và cuối cùng bị tháo dỡ năm 1997. Conner được tặng thưởng mười hai Ngôi sao Chiến trận do thành tích phục vụ trong Thế Chiến II.

## Thiết kế và chế tạo
Conner được đặt lườn tại Xưởng hải quân Boston ở Boston, Massachusetts vào ngày 6 tháng 4 năm 1942. Nó được hạ thủy vào ngày 18 tháng 7 năm 1942; được đỡ đầu bởi cô T. L. Conner; và nhập biên chế vào ngày 8 tháng 6 năm 1943 dưới quyền chỉ huy của Hạm trưởng, Thiếu tá Hải quân W. E. Kaitner.

## Lịch sử hoạt động

### 1943
Khởi hành từ vùng bờ Đông Hoa Kỳ, Conner đi đến Trân Châu Cảng vào ngày 19 tháng 9 năm 1943, và tham gia lực lượng đặc nhiệm tàu sân bay nhanh tiến hành không kích đảo Wake trong các ngày 5 và 6 tháng 10. Nó lại lên đường từ Trân Châu Cảng vào ngày 10 tháng 11, tham gia chiến dịch chiếm đóng quần đảo Gilbert, nơi nó hộ tống các tàu sân bay và bảo vệ cho các tàu đổ bộ tham gia tấn công. Nó tiến hành bắn phá Nauru vào ngày 8 tháng 12, trước khi lên đường đi Efate, New Hebrides, nơi nó hỗ trợ cho các cuộc không kích lên Kavieng, New Ireland. Sau đó nó đi đến Funafuti vào ngày 21 tháng 1 năm 1944, nơi nó gia nhập Lực lượng Đặc nhiệm 58, lực lượng tàu sân bay nhanh trực thuộc Đệ Ngũ hạm đội Hoa Kỳ.

### 1944
Từ ngày 23 tháng 1 đến ngày 26 tháng 2 năm 1944, Conner tham gia các cuộc tấn công tại quần đảo Marshall. Nó hộ tống cho các tàu sân bay trong các cuộc không kích lên Kwajalein và Majuro; cũng như trong cuộc đột kích vào Truk và quần đảo Mariana trong tháng 2. Từ ngày 28 tháng 2 đến ngày 20 tháng 3, nó hộ tống một đoàn tàu vận tải đi Trân Châu Cảng, rồi gia nhập lại các tàu sân bay để tiến hành không kích lên Palau, Yap, Ulithi và Woleai từ ngày 30 tháng 3 đến ngày 1 tháng 4. Quay trở lại khu vực Nam Thái Bình Dương, nó tham gia bắn phá bờ biển New Guinea trong khi cuộc đổ bộ lên Hollandia được chuẩn bị, và quay trở lại vào cuối tháng 4 cùng các tàu sân bay cho đợt không kích lên Truk, Satawan và Ponape.
Trong Chiến dịch quần đảo Mariana và Palau, Conner tiếp tục hộ tống cho các tàu sân bay trong các cuộc không kích chuẩn bị lên Saipan, Tinian và Guam, và cuộc không kích lên quần đảo Bonin từ ngày 12 đến ngày 16 tháng 6. Khi Trận chiến biển Philippine diễn ra trong các ngày 19 và 20 tháng 6, nó tiếp tục hộ tống cho các tàu sân bay, và khi trận chiến này đi vào giai đoạn kết thúc, nó làm nhiệm vụ giải cứu các phi công tàu sân bay quay trở về ở khoảng các cực xa, sau khi tấn công vào Hạm đội Liên hợp Nhật Bản đang rút lui. Lực lượng của nó sau đó quay trở lại để thực hiện không kích lên Iwo Jima trong các ngày 23 và 24 tháng 6 cũng như 3 và 4 tháng 7.
Sau khi được sửa chữa tại Eniwetok, Conner ra khơi cùng một đội đặc nhiệm tàu sân bay từ ngày 29 tháng 8 đến ngày 28 tháng 9, bảo vệ cho các tàu sân bay khi chúng tiến hành không kích Palaus, Yap, Ulithi, Mindanao và Visayas; bảo vệ cho cuộc đổ bộ lên Morotai; rồi quay lại bảo vệ cho cuộc tấn công lên Luzon và Visayas một lần nữa. Vào ngày 2 tháng 10, nó khởi hành từ Manus bảo vệ cho các tàu sân bay khi chúng vô hiệu hóa các căn cứ Nhật Bản tại Okinawa, phía Bắc Luzon và Đài Loan như những biện pháp chuẩn bị sau cùng cho cuộc đổ bộ lên Leyte. Vào ngày 13 tháng 10, trong một cuộc không kích phản công, ngư lôi phóng từ máy bay đã đánh trúng Canberra (CA-70), và Conner đã bảo vệ cho chiếc tàu tuần dương hạng nặng bị hư hại rút lui, đánh đuổi nhiều máy bay đối phương cố tiếp tục tấn công vào Canberra. Conner gia nhập trở lại các tàu sân bay cho các cuộc không kích lên Luzon và Yap, rồi hộ tống cho chúng trong Trận chiến eo biển Surigao vào các ngày 25 và 26 tháng 10, khi chúng tung ra các đợt tấn công vào lực lượng Nhật Bản rút lui sau Trận chiến vịnh Leyte.
Conner tiếp tục ở lại khu vực Philippines, tuần tra trong biển Camote và vịnh Ormoc để càn quét tàu bè Nhật Bản và bảo vệ cho cuộc đổ bộ lên Mindoro, cho đến khi nó quay trở về Manus để tiếp liệu vào ngày 23 tháng 12. Nó quay trở lại để tuần tra lối ra vào vịnh Lingayen, bảo vệ cho cuộc đổ bộ lên Luzon vào các ngày 9 và 10 tháng 1 năm 1945, trước khi lên đường vào ngày 29 tháng 1 quay trở về Xưởng hải quân Puget Sound để được đại tu.

### 1945
Quay trở lại vịnh San Pedro, thuộc đảo Leyte vào ngày 16 tháng 5 năm 1945, Conner lên đường vào ngày 6 tháng 6 để bảo vệ cho hoạt động của các tàu quét mìn và các đội phá hoại dưới nước trong vịnh Brunei, Borneo nhằm chuẩn bị cho cuộc tấn công. Nó tham gia cuộc bắn phá lên Brunei, rồi bắn hỏa lực hỗ trợ cho binh lính Australia trên bờ từ ngày 10 đến ngày 17 tháng 6. Từ ngày 1 đến ngày 9 tháng 7, chiếc tàu khu trục làm nhiệm vụ tương tự tại Balikpapan. Quay trở lại Philippines vào ngày 17 tháng 7, nó tham gia cùng tàu khu trục Charrette (DD-581) trong nhiệm vụ tuần tra tại Đông Ấn thuộc Hà Lan. Vào ngày 2 tháng 8, nó cùng Charrette ngăn chặn một con tàu bị họ theo dõi suốt đêm, mang danh tàu bệnh viện Tachibana Maru. Đội đổ bộ từ Charrette đã khám xét Tachibana Maru và phát hiện nhiều đạn dược, hàng cấm và binh lính giả làm thương binh, bắt chúng làm tù binh, rồi áp giải con tàu đi đến Morotai vào ngày 6 tháng 8.
Một tuần sau, Conner lên đường đi Okinawa, và sau khi xung đột kết thúc, nó đi đến Jinsen, Triều Tiên vào ngày 8 tháng 9. Cho đến ngày 21 tháng 12, chiếc tàu khu trục tham gia hoạt động chiếm đóng tại Viễn Đông, đi lại giữa Jinsen với Thanh Đảo và Thượng Hải thuộc Trung Quốc. Nó quay trở về San Francisco, California vào ngày 20 tháng 1 năm 1946, rồi được cho xuất biên chế vào ngày 5 tháng 7 năm 1946 và đưa về lực lượng dự bị tại Long Beach, California.

### HNSAspis(D-06)
Sau khi bị bỏ không trong hơn mười ba năm, con tàu được chuyển cho chính phủ Hy Lạp mượn vào ngày 15 tháng 9 năm 1959. Nó phục vụ cùng Hải quân Hy Lạp như là chiếc HNS Aspis (D-06); được chính thức bán cho Hy Lạp vào năm 1977, và phục vụ cho đến đầu năm 1991. Con tàu bị tháo dỡ năm 1997.

## Phần thưởng
Conner được tặng thưởng mười hai Ngôi sao Chiến trận do thành tích phục vụ trong Thế Chiến II.